# Cho Sung-hwan
Cho Sung-hwan est un footballeur sud-coréen né le 9 avril 1982.

## Palmarès
- Ligue des champions de l'AFC 2016
- Championnat de Corée du Sud : 2015 et 2017